# سالو جیبو
سالو جیبو (انگلیسی: Salou Djibo؛ زادهٔ ۱۵ آوریل ۱۹۶۵) سیاست‌مدار اهل نیجر است. وی از ۱۸ فوریه ۲۰۱۰ تا ۷ آوریل ۲۰۱۱ رئیس‌جمهور این کشور بود.